# Coelioxys tolteca
Coelioxys tolteca är en biart som beskrevs av Cresson 1878. Coelioxys tolteca ingår i släktet kägelbin, och familjen buksamlarbin. Inga underarter finns listade i Catalogue of Life.